# Frank Surall
Frank Surall (* 1966) ist ein deutscher evangelischer Theologe.

## Leben
Er studierte evangelischen Theologie und Germanistik (Begleitstudium in Pädagogik und Philosophie) in Wuppertal, Tübingen und Kiel. Nach dem ersten Staatsexamen für das Lehramt an Gymnasien war er von 1996 bis 1998 Studienreferendar am Gymnasium Lütjenburg. Nach dem zweiten Staatsexamen hatte er 1998 ein Promotionsstipendium des Landes Schleswig-Holstein. Von 1998 bis 2000 war er wissenschaftlicher Angestellter am Institut für Systematische Theologie und Sozialethik der Theologischen Fakultät der Christian-Albrechts-Universität Kiel bei Hartmut Kreß. Von 2000 bis 2011 war er wissenschaftlicher Mitarbeiter an der Abteilung für Sozialethik und Systematische Theologie Lehrstuhl Hartmut Kreß der Universität Bonn, wo er seit 2008 Privatdozent und seit 2014 außerplanmäßiger Professor ist. Im Sommersemester 2009 und Wintersemester 2009/2010 vertrat er die W3-Professur für Systematische Theologie / Ethik an der Theologischen Fakultät der Martin-Luther-Universität Halle-Wittenberg. Im Wintersemester 2016/2017 hatte er einen Lehrauftrag am Institut für Evangelische Theologie der Universität Koblenz-Landau, Campus Koblenz. Von 2011 bis 2016 war er Studienrat an der Integrierten Gesamtschule Horhausen. Seit 2016 ist er am Wilhelm-Remy-Gymnasium Bendorf tätig.

## Werke (Auswahl)
- Juden und Christen – Toleranz in neuer Perspektive. Der Denkweg Franz Rosenzweigs in seinen Bezügen zu Lessing, Harnack, Baeck und Rosenstock-Huessy. Kaiser, Gütersloh 2003, ISBN 978-3-579-05396-7.
- Ethik des Kindes. Kinderrechte und ihre theologisch-ethische Rezeption. Kohlhammer, Stuttgart 2009, ISBN 978-3-17-020516-1.